# Farewell, My Lovely (1975)
Farewell, My Lovely is een Amerikaanse neo noir-film uit 1975, geregisseerd door Dick Richards, met Robert Mitchum en Charlotte Rampling in de hoofdrollen. De film is gebaseerd op de roman Farewell, My Lovely (1940) van Raymond Chandler. De eerste verfilming van dat boek was de film noir Murder, My Sweet in 1944.

## Verhaal
Privédetective Marlowe is ingehuurd door Moose Malloy, een kolossale en norse ex-gevangene, die hem de opdracht geeft om zijn oude vriendin Velma te vinden, die hij al jaren niet meer heeft gezien. Tegelijkertijd onderzoekt Marlowe de moord op een cliënt die het slachtoffer werd van chantage en gaat op zoek naar een gestolen ketting van jade.

## Rolverdeling
| Acteur             | Personage                    |
| ------------------ | ---------------------------- |
| Robert Mitchum     | Philip Marlowe               |
| Charlotte Rampling | Helen Grayle                 |
| Sylvester Stallone | Jonnie                       |
| John Ireland       | Lt. Nulty                    |
| Sylvia Miles       | Jessie Halstead Florian      |
| Anthony Zerbe      | Laird Brunette               |
| Harry Dean Stanton | Detective Billy Rolfe        |
| Jack O'Halloran    | Moose Malloy                 |
| Joe Spinell        | Nick, Brunettes gangster     |
| Kate Murtagh       | Frances Amthor               |
| John O'Leary       | Lindsay Marriott             |
| Walter McGinn      | Tommy Ray                    |
| Jim Thompson       | Rechter Baxter Wilson Grayle |